# Venturia longiterebrae
Venturia longiterebrae är en stekelart som först beskrevs av Rao 1953.  Venturia longiterebrae ingår i släktet Venturia och familjen brokparasitsteklar. Inga underarter finns listade i Catalogue of Life.